# Oak Ridge Journal
The Oak Ridge Journal was een lokale krant in de Amerikaanse plaats Oak Ridge (Tennessee). Ze werd er wekelijks uitgegeven van 4 september 1943 tot 27 mei 1948 en was de eerste lokale krant in Oak Ridge.
Oorspronkelijk gecontroleerd door een militaire hoofdredacteur mocht ze niet verspreid worden buiten het omheind militair gebied met de Manhattanproject-activiteiten.

## Inhoud
De krant bevatte tussen de 4 en 12 pagina's aan lokaal nieuws gericht op het creëren van een samenhorigheidsgevoel en verbondenheid in de snel groeiende bevolking van de 'secret city'. In het begin waren de standaard openingsartikels 'This week at the movies', 'Recreation Hall Program' en 'Church Services' gevolgd door nieuwe lokale ontwikkelingen en algemeen advies.
De eerste edities werden nog per paard geleverd tot de modderige wegen vervangen werden door verharde wegen.
Zodra de typmachinestijl krant op wit papier veranderde in een professionelere gedrukte krant verscheen het 'Not to be taken or mailed from the area' bericht onder de krantnaam op de frontpagina.
Deze melding verviel vanaf de editie van 9 august 1945 in navolging van de overgave van Japan en journalisten die het gebied binnenvielen in een poging om alle achtergrond informatie over de Oak Ridge Manhattanproject activiteiten te ontdekken.

#### Oak Ridge Attacks Japanese
Nadat op 6 augustus de eerste atoombom was gevallen, publiceerde de krant trots de banner Oak Ridge Attacks Japanese ter ere van de duizenden burgers en militairen die hadden bijgedragen aan de ontwikkeling.
Manhattan District Engineer Kenneth Nichols sprak zijn persoonlijke dankbaarheid uit in de editie van 9 augustus en nadat dezelfde dag de tweede atoombom viel, zou hij dit herhalen in de editie van 16 augustus waarin ook het nieuwe embleem van het Manhattan Engineer District werd gepubliceerd.

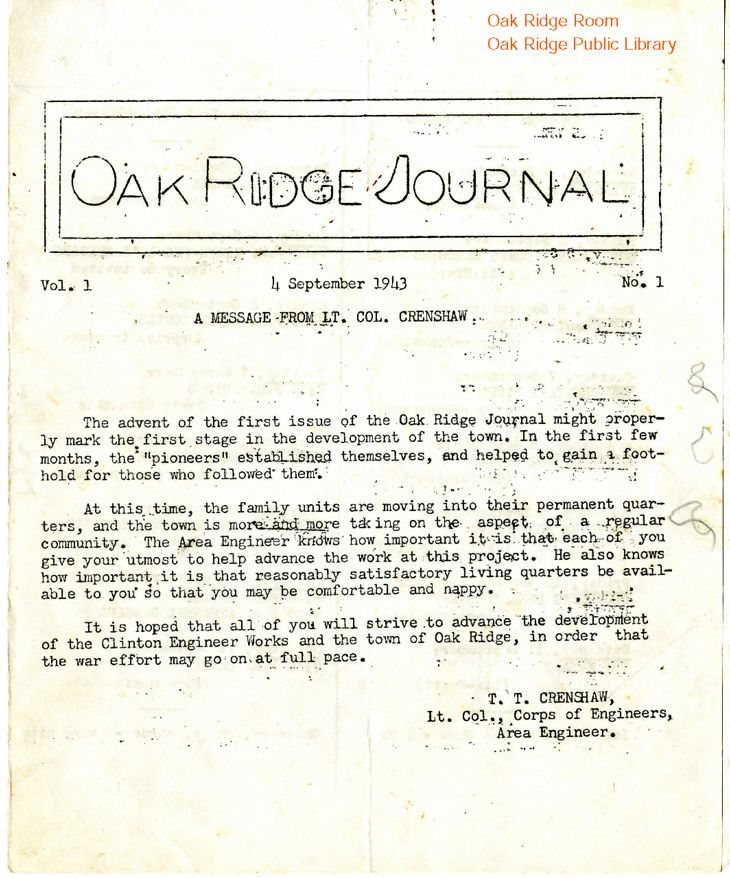
The Oak Ridge Journal voorpagina, 9 september 1943
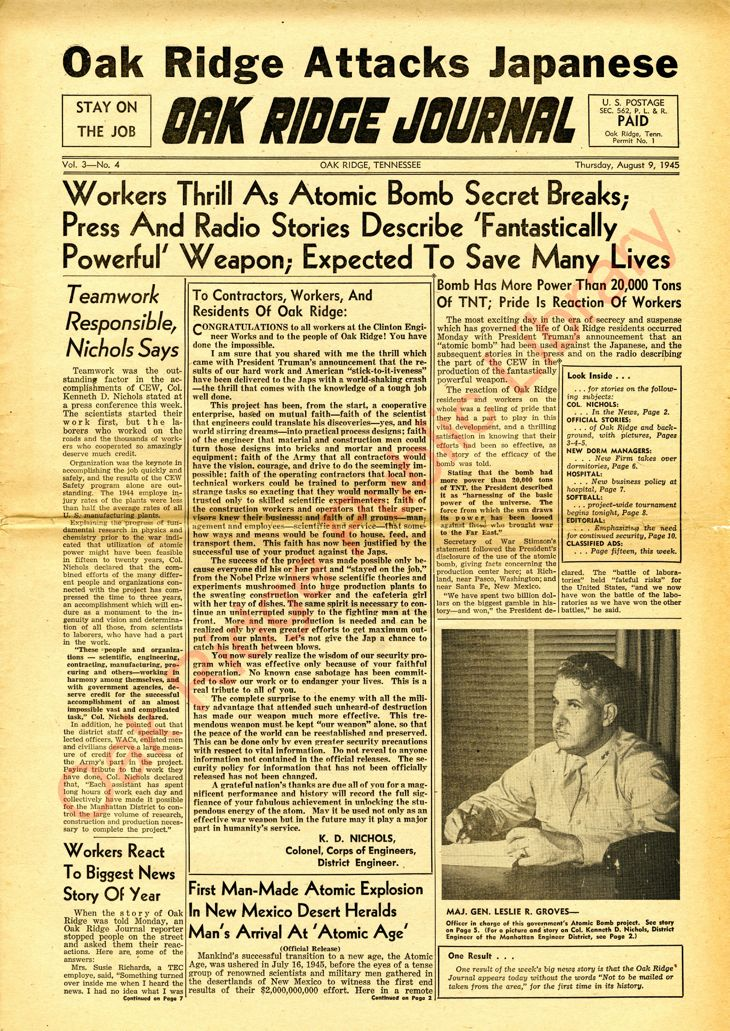
The Oak Ridge Journal voorpagina 9 augustus 1945

## Redactie

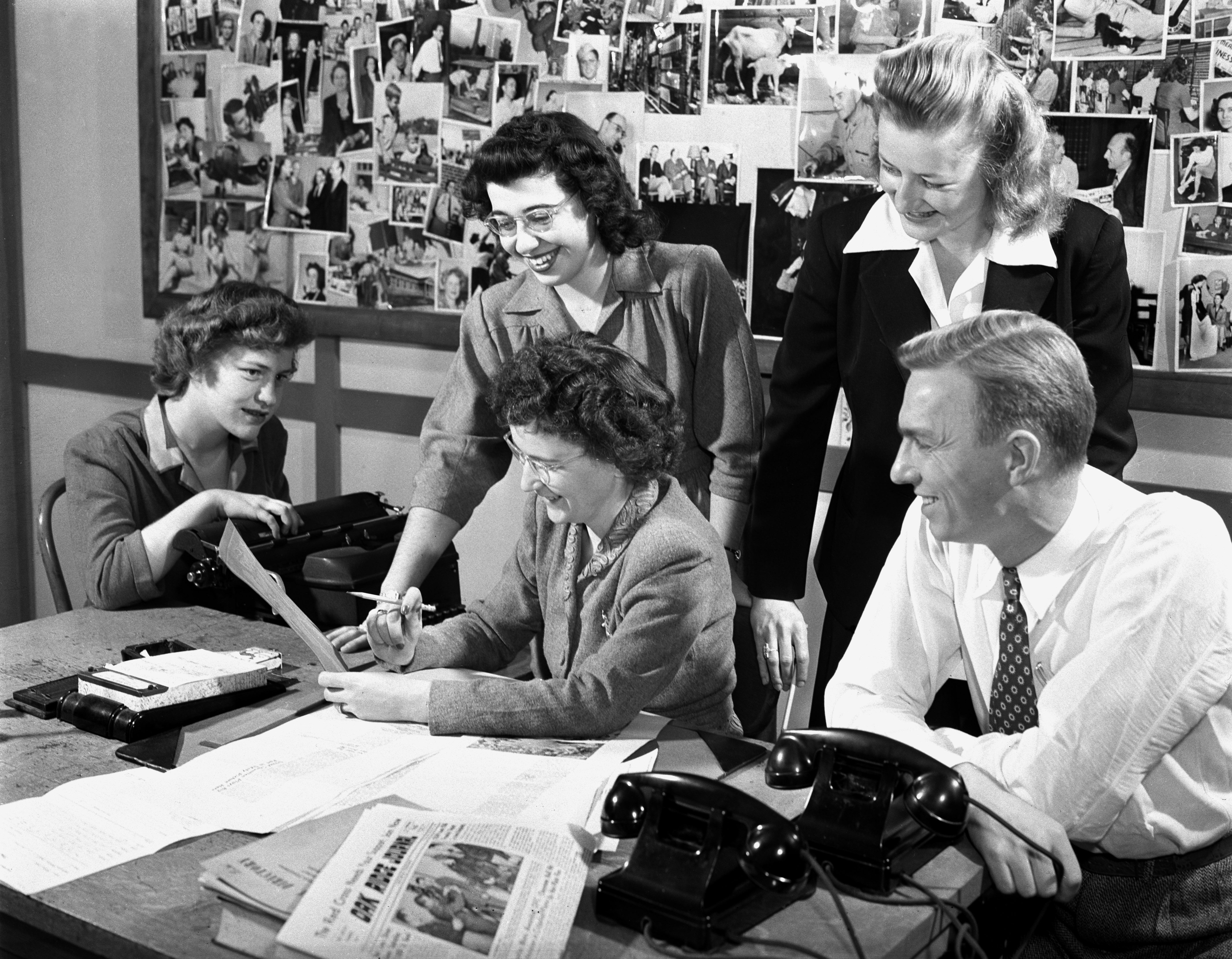
Medewerkers in 1947

Redacteuren
- 1943-1944
  - Sergant M. S. Levine
  - Soldaat D. M. Wendland
- 1944
  - A. Carleton Jealous
- 1944-1947
  - Frances Smith Gates
- 1947-1948
  - Thomas F. X. Gates

Adviseur
- Kapitein T.W. Taylor

## Historiek
Latere lokale kranten werden:
- de Oak Ridge Times (1948-1948)
- de Oak Ridge Mail (1948-1949)
- de Oak Ridger (1949 - ...)
- de Oak Ridge Observer (2005-2014)[5]
- Oak Ridge Today (2012-...)